# Pierre Roques

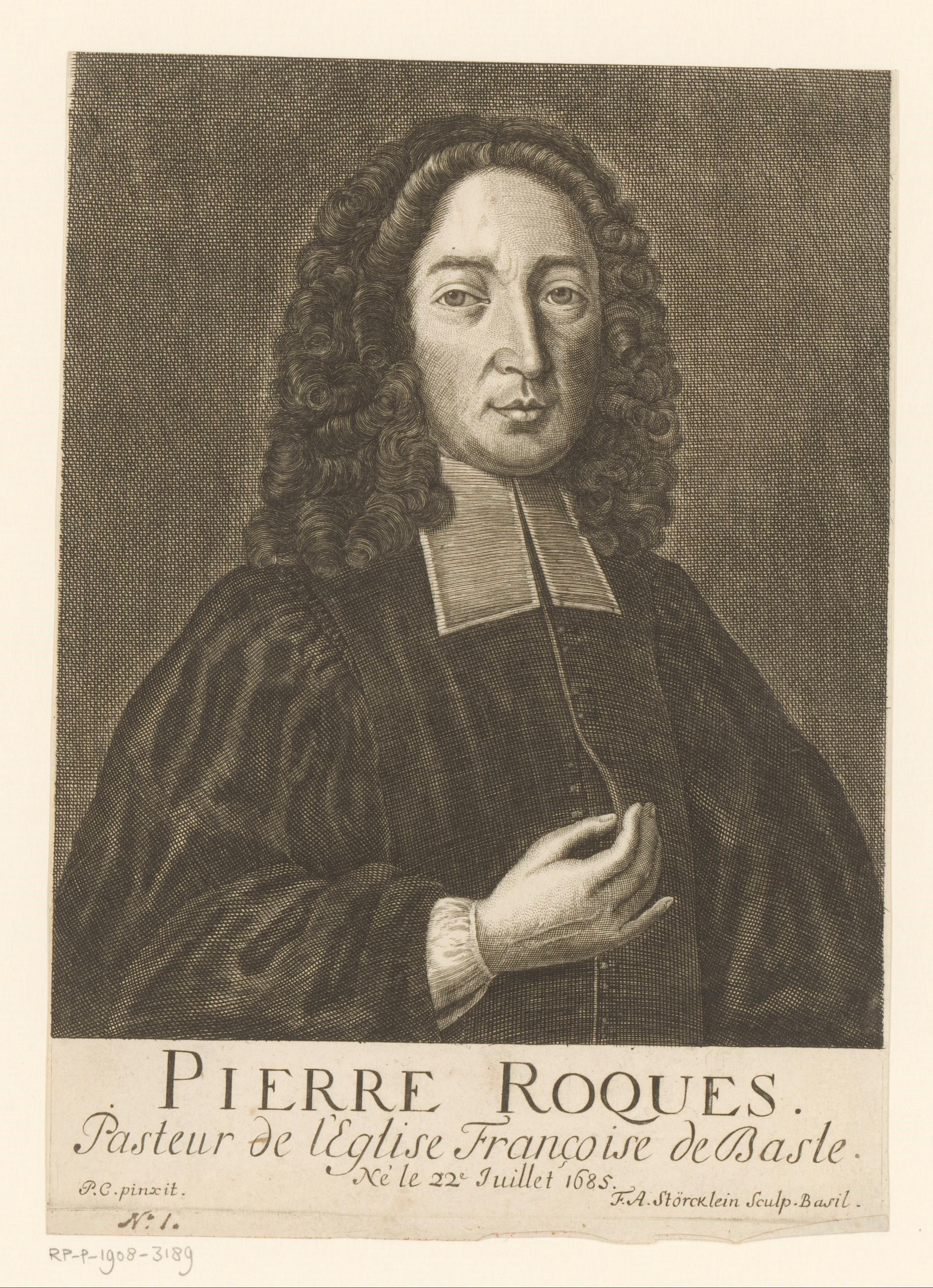
Porträt von Pierre Roques

Pierre Roques (* 22. Juli 1685 in Lacaune in der Region Midi-Pyrénées; † 13. April 1748 in Basel) war ein französisch-schweizerischer evangelischer Geistlicher.

## Leben

### Familie
Pierre Roques war der Sohn des Händlers Pierre-David Roques, der als Hugenotte aus Glaubensgründen 1688, nach der Aufhebung des Edikts von Nantes, in die Schweiz geflohen war und später Bürger von Rolle im Kanton Waadt wurde, und dessen Ehefrau Marie (geb. Froment). 1703 erhielt er das Bürgerrecht von Bern.
Er war ab 1715 mit Marie-Louise, Tochter des Jean de Maumont aus Wassy in der Champagne, verheiratet; gemeinsam hatten sie neun Kinder, von denen drei im Kindbett verstarben. Seine drei Söhne wurden später Pfarrer in Deutschland, zu diesen gehörten unter anderen Johann Christophe Roques (* 3. Februar 1723 in Basel; † 15. November 1777 in Neuwied) und Jaques Emanuel Roques (1727–1805), der ein umfangreiches Naturalienkabinett in Celle hinterliess.
Sein Enkel war Hermann von Roques (1797–1866), der Wiederentdecker des Heidelberger Katechismus für Hessen-Kassel. Einer seiner weiteren Nachfahren war der Pfarrer in Treysa und Pionier der Diakonie in Kurhessen, Franz von Roques.

### Werdegang
Pierre Roques studierte von 1700 bis 1702 Philosophie an der Akademie Genf bei Antoine Léger dem Jüngeren und Jean-Antoine Gautier (1674–1729), er wechselte von 1702 bis 1703 zur Akademie Lausanne, hörte dort Vorlesungen bei David Constant (1638–1733) sowie bei Georges Polier de Bottens und kehrte darauf von 1703 bis 1706 zu einem Theologiestudium erneut an die Akademie Genf zurück; in Genf hörte er die Vorlesungen bei Jean Alphonse Turrettini.
Nachdem er 1709 in Lausanne ordiniert worden war, immatrikulierte er sich 1710 an der Universität Basel und wurde im gleichen Jahr, auf Empfehlung von Jean Alphonse Turrettini, zum Pfarrer an der Französischen Kirche in Basel gewählt und blieb bis zu seinem Tod in diesem Amt; gleichzeitig war er auch als Philosophielehrer tätig.

### Geistliches und berufliches Wirken
Pierre Roques veröffentlichte zahlreiche Werke, unter anderen 1723 Le pasteur évangélique, ou essais sur l’excellence et la nature du saint ministère, eines der wichtigsten französischen Werke im 18. Jahrhundert zur Pastoraltheologie, sowie 1731 die Schrift Le vray piétisme, in der er einen aufgeklärten Pietismus vertrat. Er war auch mit einigen Beiträgen in mehreren Bänden an der elfbändigen Schrift Discours historiques, critiques, théologiques et moraux sur les événements les plus mémorables du Vieux et du Nouveau Testament von Jacques Saurin (1677–1730) beteiligt. Seine Publikationen wurden unter anderem in die deutsche, dänische und niederländische Sprache übersetzt und auch nach seinem Tod weiter veröffentlicht. Sein 1739 erschienenes Werk Dissertation theologique et critique wurde per Dekret der römisch-katholischen Glaubenskongregation 1760 auf den Index gesetzt.
Von 1735 bis 1745 veröffentlichte er mehrere Beiträge in der Monatsschrift Mercure suisse und dem daraus abgespaltenen Journal helvétique. 
Er vervollständigte auch die 1731 bis 1732 von Louis Moreri in Basel publizierte Ausgabe des Grand dictionnaire historique und stützte sich hierbei auf die 1726 erschienene Schrift Neu-vermehrtes Historisches- und Geographisches Allgemeines Lexicon von Jakob Christoph Iselin.
Pierre Roques war ein Anhänger des Neuenburger Theologen Jean-Frédéric Ostervald, der im Gegensatz zum strengen Calvinismus Gedanken der Aufklärung und des Pietismus vorbereitete und eine treibende Kraft bei einer Vielzahl von Reformen war, die den Katechismus, die Liturgie, die Pfarrerausbildung und die Ausübung der Seelsorge betrafen.
Er pflegte eine Freundschaft zu dem Theologen Samuel Werenfels.

## Schriften (Auswahl)
- Le Pasteur Évangélique, ou essais sur l’Excellence et la nature du St. Ministère; sur ce qu’il éxige de ceux qui en sont revêtus, & sur les Sources du peu de progrès que fait, aujourd’hui, la Prédication de l’Evangile. König, Basel 1723.
- Elemens, Ou Premiers Principes Des Vérités Historiques, Dogmatiques, & Morales. Basel 1726.
- Lettres écrites à un protestant de France. 1730.
- Le vray piétisme ou traité dans lequel on explique la nature et les effets. Basel 1731.
- Les devoirs des sujets. Basel 1737.
- Dissertation théologique et critique. 1739.
- Traité Des Tribunaux De Judicature, Ou L’On Examine Ce Que La Religion Exige Des Juges, Des Plaidurs, Des Avocats Et Des Temoins. Basel 1740.
- mit Jacques Basnage de Beauval: Dissertation Historique Sur Les Duels Et Les Ordres De Chavalerie. Christ, Basel 1740.
- mit Friedrich Eberhard Rambach: Herrn Peter Roques auserlesene Predigten über einige wichtige Pflichten der Sittenlehre Jesu: ihrer Würdigkeit und erbaulichen Inhalts wegen dem Frantzösischen übersetzt und als ein Anhang zur Gestalt eine Evangelischen Lehrers mitgetheilet. Bauer, Halle 1741.
- Gestalt eines Evangelischen Lehrers. Bauer, Halle 1741–1744.
- Le Tableau De La Conduite Du Chrétien, Qui s’occupe sérieusement du soin de son Salut. Pistorius, Basel 1744.
- Herrn Peter Roqves Gestalt Eines Gewissenhaften Richters.  Hartung, Jena 1747.
- Historischen und moralischen Betrachtungen über das Duelliren. Jena 1747.
- Herrn Peter Roqes Abbildung der wahren Gottseligkeit: nach ihren Wesentlichen Eigenschaften, Vortheilen, rechtmäßigen Gräntzen und dienlichsten Hülfsmitteln. Koppe, Rostock 1748.
- Abbildung von dem Verhalten eines um seine Seligkeit ernstlich bekümmerten Christen. Quedlinburg/Leipzig 1757.
- mit David Martin: La sainte bible qui contient le vieux et le nouveaux testament. Im-Hoff, Basel 1760. (Digitalisat)